# 벨기에계 오스트레일리아인
벨기에계 오스트레일리아인 (네덜란드어: Belgische Australiërs)
(프랑스어: Australiens Belges)은 벨기에인 혈통의 오스트레일리아 시민 또는 오스트레일리아에 거주하는 벨기에 태생 사람들이다.

## 벨기에계 오스트레일리아인
다음은 저명한 벨기에계 오스트레일리아인 및 그 후손들의 목록이다.
- 테드 베이유, 오스트레일리아 자유당 빅토리아 주 총리 (2010–2013)이자 1999년부터 입법부 호손 선거구 의원[1]
- 윌리엄 베이유, 자선사업가, 사업가 및 의원[2][3]
- 마티아스 코먼, 경제협력개발기구 사무총장. 전 서오스트레일리아주 자유당 상원의원[4]이자 2013년부터 2020년까지 오스트레일리아 재무부 장관.[5]
- 바우터 드 바커 (고티에), ARIA 뮤직 어워드 수상 경력의 싱어송라이터.
- 샨탈 델루, 시각 예술가, 태즈메이니아 여성 명예의 전당 회원[6][7]
- 니콜라 히에로니무스 (1808–1860), 오스트레일리아 식민지 뉴사우스웨일스주의 선구적인 여관 주인, 상인, 목축업자 및 정치인; 뉴사우스웨일스주 의회 웰링턴 선거구의 초대 의원
- 카렐 악셀 로데비크스, 작가이자 멜버른 대학교 도서관의 수석 사서[8]
- 피에르 리크만스, 시드니 대학교 중국학 교수
- 브래들리 위긴스, 벨기에에서 오스트레일리아인 아버지에게서 태어남

## 같이 보기
- 벨기에인
- 프랑스계 오스트레일리아인
- 네덜란드계 오스트레일리아인
- 독일계 오스트레일리아인
- 유럽계 오스트레일리아인

## 추가 자료
- K.A.Lodewycks (1988), "Belgians", in 제임스 접(ed.) (1988), The Australian People. An Encyclopedia of the Nation, Its People and Their Origins, North Ryde, NSW, Angus and Robertson, Pages 284–285. ISBN 0-207-15427-9
- K.A.Lodewycks (1988), The Belgians in Australia, Bowen Hills, Queensland, Boolarong Publications. ISBN 0-86439-057-2
- K.A.Lodewycks (2001), "Belgians", in 제임스 접 (ed.) (2001), The Australian People. An Encyclopedia of the Nation, Its People and Their Origins, Revised edition, Cambridge, UK, Cambridge University Press, Pages 185–186. ISBN 0-521-80789-1

오스트레일리아인